# Понти сул Минчо
Понти сул Минчо (итал. Ponti sul Mincio) је насеље у Италији у округу Мантова, региону Ломбардија.
Према процени из 2011. у насељу је живело 1219 становника. Насеље се налази на надморској висини од 97 м.

## Становништво
Према резултатима пописа становништва 2011. у општини је живело 2.272 становника.
| 1931. | 1936. | 1951. | 1961. | 1971. | 1981. | 1991. | 2001. | 2011. |
| ----- | ----- | ----- | ----- | ----- | ----- | ----- | ----- | ----- |
| 1.597 | 1.558 | 1.677 | 1.426 | 1.480 | 1.694 | 1.736 | 1.912 | 2.272 |